# Зенит-620
Зени́т-620 (AF) — малоформатный компактный фотоаппарат с автоматической фокусировкой, выпускавшийся на Красногорском механическом заводе с 2000 по 2002 год.
После появления компактного простейшего фотоаппарата «Зенит-35F» (ЛОМО, 1987 год) на КМЗ появились проекты собственных аналогичных камер (не реализованы).
В 2000 году КМЗ совместно с тайваньской компанией Toptronic начал выпуск линии «Зенит-510», «Зенит-520», «Зенит-610», «Зенит-620», получившей наименование «линия SKINA».
Фотоаппаратов «Зенит-620» выпущено 9100 экз.
Фотоаппарат «Зенит-620» — программный автомат.

## Технические характеристики
- Корпус пластмассовый бесфутлярной конструкции. Объектив постоянно закрыт прозрачным окном из пластика, то есть сдвижная защитная шторка отсутствует. При выключении аппарата ползунком под объективом происходит блокировка спусковой кнопки с отключением источника электропитания. Задняя стенка открывающаяся.
- Размер кадра — 24×36 мм.
- Тип применяемого фотоматериала — плёнка типа 135 в стандартной кассете.
- Ввод значений светочувствительности фотоплёнки — DX-кодом. Значения светочувствительности — 100, 200 и 400 ед. ГОСТ (ASA). При использовании кассеты без DX-кода аппараты определяют светочувствительность как 100 ед. ГОСТ (ASA).
  - Экспокоррекция не предусмотрена.
  - Облегченная зарядка фотоплёнки.
- Взвод затвора, перемотка плёнки и обратная перемотка — встроенным электроприводом.
- Объектив — трёхлинзовый (тип объектива и наличие просветления в инструкциях не указаны).
  - Фокусное расстояние — 30 мм.
  - Максимальное значение диафрагмы f/5,6.
  - Автофокусировка от 1,2 м до «бесконечности».
- Фотографический затвор — центральный, значения выдержек 1/60 — 1/250 с.
- Видоискатель оптический.
- Источник питания — два элемента АА.
- Встроенная фотовспышка, включение фотовспышки автоматическое или принудительное.
  - Подавление эффекта «красных глаз».
- Электронный автоспуск.
- Штативное гнездо присутствует.